# Montigny-sur-Avre
Montigny-sur-Avre – miejscowość i gmina we Francji, w Regionie Centralnym, w departamencie Eure-et-Loir.
Według danych na rok 1990 gminę zamieszkiwało 276 osób, a gęstość zaludnienia wynosiła 38 osób/km² (wśród 1842 gmin Centre, Montigny-sur-Avre plasuje się na 865. miejscu pod względem liczby ludności, natomiast pod względem powierzchni na miejscu 1274.).
Urodził się tutaj święty Franciszek de Montmorency Laval, pierwszy biskup w dziejach Ameryki Północnej.